# Communauté d'agglomération de Forbach Porte de France
La Communauté d'agglomération de Forbach Porte de France (CAFPF) est une communauté d'agglomération française, située dans le département de la Moselle en région Grand Est.

## Histoire
Créé par arrêté préfectoral le 17 juin 1970, le district de Forbach fut initialement composé de vingt communes représentant une population d’environ 80 000 habitants. Avec son Conseil et ses 47 membres, le district s’est donné pour mission, en plus de ses attributions de plein droit, de mettre à l’étude, de faire réaliser ou encore de s’associer aux opérations ou travaux susceptibles de favoriser le développement économique, social, culturel et sportif de l’agglomération ou rendus nécessaires par ce développement.
Ce n’est que beaucoup plus tard, en décembre 1996, que le district de Forbach accueille en son sein une vingt-et-unième commune : Morsbach.
Ce district s'est transformé en « Communauté de communes de l'Agglomération de Forbach » le 1er janvier 2002 (à la suite de la loi 99-586 du 12 juillet 1999, dite loi Chevènement, relative au renforcement et à la simplification de la coopération intercommunale).
Enfin, le 1er janvier 2003 a marqué la naissance de la « Communauté d'agglomération Forbach Porte de France », résultat de deux années de travail et d’une envie commune de renforcement de l’intercommunalité.
De nouvelles compétences apparaissent et les différentes démarches entamées par la communauté d'agglomération ne vont pas sans la collaboration de l’État, de la région et du département.

## Composition
La communauté d'agglomération est composée des 21 communes suivantes :

| Nom                      | Code Insee | Gentilé         | Superficie (km2) | Population (dernière pop. légale) | Densité (hab./km2) |
| ------------------------ | ---------- | --------------- | ---------------- | --------------------------------- | ------------------ |
| Forbach (siège)          | 57227      | Forbachois      | 16,32            | 21 111 (2022)                     | 1 294              |
| Alsting                  | 57013      | Alstingeois     | 5,73             | 2 493 (2022)                      | 435                |
| Behren-lès-Forbach       | 57058      | Behrenois       | 5,54             | 6 299 (2022)                      | 1 137              |
| Bousbach                 | 57101      | Bousbachois     | 5,91             | 1 188 (2022)                      | 201                |
| Cocheren                 | 57144      | Cocherennois    | 5,62             | 3 351 (2022)                      | 596                |
| Diebling                 | 57176      | Dieblingeois    | 7,84             | 1 670 (2022)                      | 213                |
| Etzling                  | 57202      | Etzlingeois     | 4,94             | 1 135 (2022)                      | 230                |
| Farschviller             | 57208      | Farschvillerois | 11,25            | 1 325 (2022)                      | 118                |
| Folkling                 | 57222      | Folklingeois    | 11,87            | 1 392 (2022)                      | 117                |
| Kerbach                  | 57360      | Kerbachois      | 4,45             | 1 223 (2022)                      | 275                |
| Metzing                  | 57466      | Metzingeois     | 6,45             | 693 (2022)                        | 107                |
| Morsbach                 | 57484      | Morsbachois     | 5,09             | 2 657 (2022)                      | 522                |
| Nousseviller-Saint-Nabor | 57514      | Noussevillerois | 6,13             | 1 185 (2022)                      | 193                |
| Œting                    | 57521      | Œtingeois       | 4,39             | 2 636 (2022)                      | 600                |
| Petite-Rosselle          | 57537      | Rossellois      | 5,05             | 6 176 (2022)                      | 1 223              |
| Rosbruck                 | 57596      | Rosbruckois     | 1,41             | 730 (2022)                        | 518                |
| Schœneck                 | 57638      | Schœneckois     | 4,06             | 2 442 (2022)                      | 601                |
| Spicheren                | 57659      | Spicherenois    | 8,11             | 3 180 (2022)                      | 392                |
| Stiring-Wendel           | 57660      | Stiringeois     | 3,6              | 11 048 (2022)                     | 3 069              |
| Tenteling                | 57665      | Tentelingeois   | 7,19             | 1 041 (2022)                      | 145                |
| Théding                  | 57669      | Thédingeois     | 8,13             | 2 424 (2022)                      | 298                |

## Démographie
| 1968   | 1975   | 1982   | 1990   | 1999   | 2010   | 2015   | 2021   |
| ------ | ------ | ------ | ------ | ------ | ------ | ------ | ------ |
| 81 676 | 82 705 | 85 537 | 86 362 | 82 146 | 79 990 | 78 290 | 75 745 |

## Organisation

### Siège
Courant 2007, le siège de la communauté d’agglomération de Forbach Porte de France, précédemment implanté dans le quartier de la gare de Forbach, a pris place dans les anciens services administratifs du puits de Marienau entièrement réhabilités.

### Élus
Le Conseil communautaire est composé de 74 délégués, dont 21 vice-présidents.

### Liste des présidents
| Période         | Période         | Identité           | Étiquette    | Qualité |
| --------------- | --------------- | ------------------ | ------------ | --- |
| 27 juin 1970    | 21 juillet 1995 | Jean-Éric Bousch   | RPR          | Maire de Forbach (1953-1988, 1989-1995) Sénateur (1948-1974, 1988-1992) Conseiller général du canton de Forbach (1949-1973, 1976-1989) Député (1978-1981) |
| 21 juillet 1995 | 17 avril 2008   | Charles Stirnweiss | UDF puis UMP | Maire de Forbach (1995-2008) Conseiller général du canton de Forbach (1998-2004)                                                                          |
| 17 avril 2008   | 26 mai 2011     | Laurent Kalinowski | PS           | Maire de Forbach (2008-2020) Député (2012-2017) |
| 26 mai 2011     | Octobre 2017    | Paul Fellinger     | DVD          | Conseiller municipal (et ancien maire) de Schœneck (depuis 2014)                                                                                          |
| Octobre 2017    | 16 juillet 2020 | Laurent Kalinowski | PS           | Maire de Forbach (2008-2020) Député (2012-2017) |
| 16 juillet 2020 | En cours        | Jean-Claude Hehn   | LR           | Maire d'Alsting (depuis 1995) |

Le 26 mai 2011, Paul Fellinger, maire de Schœneck, remplace Laurent Kalinowski, maire de Forbach, à la présidence de la Communauté d'agglomération, ce qui fait de Paul Fellinger le premier président de la CAFPF n'étant pas maire de Forbach. En fait, les deux maires s'étaient entendus pour procéder à une présidence par alternance.
Le 16 juillet 2020, Jean-Claude Hehn, maire d'Alsting, remplace Laurent Kalinowski (lequel ne s'était pas représenté aux élections municipales de 2020) à la présidence de la Communauté d'agglomération. Il remporte la présidence au second tour, face au duo Alexandre Cassaro (maire de Forbach)-Dominique Ferrau (maire de Behren-lès-Forbach).

## Environnement

### Énergie
Dans le cadre du SRADDET du Grand Est, ATMO Grand Est tient à jour les statistiques énergétiques de tous les EPCI régionaux. Aussi pouvons-nous représenter l’énergie finale consommée sur le territoire annuellement par secteur, ou par source, pour l’année 2017. Cette énergie finale annuelle correspond à 19,4 MWh par habitant.
| -                 | GWh par an |
| ----------------- | ---------- |
| Industrie         | 104        |
| Résidentiel       | 842        |
| Tertiaire         | 180        |
| Transport routier | 378        |
| Autres transports | 8          |

| -                                    | GWh par an |
| ------------------------------------ | ---------- |
| Électricité                          | 313        |
| Gaz naturel et produits pétroliers   | 980        |
| Bois-énergie                         | 92         |
| Autres EnR (PAC, solaire thermique…) | 54         |
| Réseau de chaleur                    | 79         |

La production d’énergie renouvelable (EnR) du territoire apparaît dans le tableau suivant, toujours pour l’année 2017 :
| -                     | GWh par an |
| --------------------- | ---------- |
| Éolien                | 18         |
| Bois-énergie          | 26         |
| Pompe à chaleur (PAC) | 27         |
| Photovoltaïque        | 3          |
| Solaire thermique     | 1          |
| Biogaz                | 16         |